# Конфланське графство

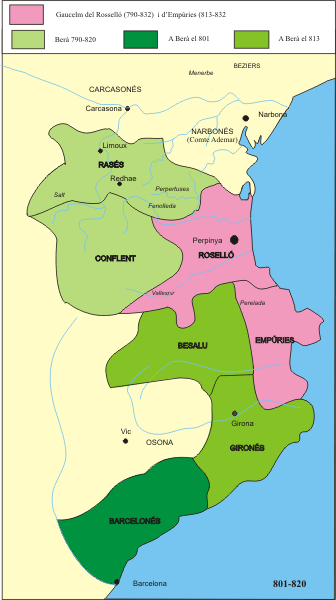
графство Конфлан і сусідні графства Барселонської марки

42°35′45″ пн. ш. 2°20′54″ сх. д. / 42.595775° пн. ш. 2.3483277777778° сх. д.
Конфленське графство (ісп. Condado de Conflent; кат. Comtat de Conflent) — середньовічне каталонське графство. Лежало в передгіррях Піренеїв західніше від Руссільйонського графства.

## Історія
У римські часи Конфлан був районом (лат. pagus), який залежав від Русціно (ядра майбутнього Руссільйонського графства). Після поширення християнства Конфлан в V столітті став архідіаконатом єпископства Ельзи. Західний кордон Конфлана проходив між діоцезами Ельзи і Урхеля по долині Перкс. Пізніше Конфлан увійшов до складу Вестготского королівства, потім був завойований маврами. При Карлі Великому в кінці IX століття Конфлан в числі інших каталонських областей увійшов до складу Франкського королівства. Спочатку він був включений в Тулузьку марку Гільома Желонского, який в 790 році передав Конфлан разом з Разе своєму старшому синові Бере, який став в 801 році першим графом Барселони .
Після смерті батька в 812 році, Бера в 814 році передав Разі і Конфлан під управління своєму синові Гільемунду, який став першим правителем цих областей, які використовували титул граф. Після зміщення Бери Гільемунд зберіг свої володіння, але в 826 році він приєднався до повстання Аісса проти Бернарда Септіманского, який закликав на допомогу маврів. Після повернення маврів з ними втік і Гільемунд. Разі і Конфлан були передані графу Ампурьяса і Руссильона Госельму .
Невідомо, хто був безпосереднім наступником в Конфлані Госельма, зміщеного в 832 році, але в 844—850 роках як тутешні правителі згадуються графи Разі Аргіла, Бера II і Міро Еутілій. Не пізніше 860 року Конфлан був переданий графу Урхеля і Серданьї Саломону. Після смерті Саломона Сердань і Урхель отримав Віфред I Волохатий, син Суніфреда. Конфлан був переданий їм брату, Миро Старому, який в 878 році отримав також Руссільон. Після смерті Міро в 896 році Конфлан успадкував Віфред I.
Після смерті Віфреда I в 897 році його володіння були поділені між синами. Конфлан і Сердань, які виявилися об'єднані, успадкував Міро II Молодший, родоначальник Серданської лінії.
Найбільшого розквіту Конфлан досяг при правлінні Віфреда II (відрікся від престолу в 1035), який збудував замок Корнелья де Конфлан, в якому проводив багато часу.
Зі смертю в 1117 році графа Бернара лінія графів Серданьї і Конфлана занепала, після чого володіння успадкував граф Барселони Рамон Беренгер III. Після цього графство Конфлан було перетворено в округ (кумарку) Конфлан.

## Список графів Конфлана
- 814 — 827 : Гільемунд (пом. Після 827), граф Разе і Конфлана 814—827
- 827 — 832 : Госельм (пом. 834), граф Ампурьяса з 817, граф Разі і Конфлана з 827
- 844 : Аргіла, граф Разі
- 846 (?) — близько 849 : Бера II, граф Разі
- близько 849–850 : Миро Еутілій, граф Разі
- не пізніше 860–870 : Саломон (пом. 870), граф Урхеля і Серданьї з 848, граф Конфлана з 860
- 870 — 896 : Миро Старий (пом. 896), граф Капсі і Фенольета, граф Конфлана з 870, граф Руссильона з 878
- 896 — 897 : Вільфред I Волохатий (бл. 840—897), граф Урхеля і Серданьї з 870, граф Барселони і Жерони з 878, граф осонні з 886, граф Конфлана з 896
- 897 — 927 : Миро II Молодший (пом. 927), граф Серданьї і Конфлана з 897, граф Бесалу з 920
- 927 — 968 : Суніфред II (ум.968), граф Серданьї і Конфлана з 927, граф Бесалу з 965
- 968 — 984 : Миро III Бонфіль (пом. 984), граф Бесалу з 968, граф-співправитель Серданьї і Конфлана з 968, єпископ Жирони
- 968 — 988 : Оліб III Кабрета (пом. 990), граф Серданьї і Конфлана 968—988, граф Бесалу 984—988
- 988 — 1035 : Віфреда II (пом. 1050), граф Серданьї, Конфлана і Берги 988—1050
- 1035 — 1068 : Рамон Віфреда (пом. 1068), граф Серданьї і Конфлана
- 1068 — 1095 : Гійом (Гульєльмо) I Рамон (пом. 1095), граф Серданьї, Конфлана і Берги
- 1095 — 1109 : Гійом (Гульєльмо) II Журден (пом. 1109), граф Серданьї і Конфлана, граф Тортоси
- 1109 — 1117 : Бернар (пом. 1117), граф Серданьї, Конфлана і Берги